# Дискинезия пищевода
Дискинезия пищевода — это нарушение моторной (двигательной) функции пищевода , заключающееся в изменении продвижения пищи из полости глотки в желудок при отсутствии органических поражений самого пищевода. Нарушения моторной функции пищевода приводят к задержке или замедлению продвижения пищи в желудок либо к появлению ретроградного её продвижения.

## Классификация

### Нарушение перистальтики грудного отдела пищевода
Гипермоторные:
- сегментарный эзофагоспазм (пищевод «щелкунчика»);
- диффузный эзофагоспазм;
- неспецифические двигательные нарушения.

Гипомоторные

### Нарушения деятельности сфинктера
- Нарушения нижнего пищеводного сфинктера: недостаточность кардии — гастроэзофагеальная рефлюксная болезнь, кардиоспазм.
- Нарушения верхнего пищеводного сфинктера.

## Причины возникновения
Дискинезии пищевода бывают первичные и вторичные.
Причинами первичных дискинезий пищевода служат:
- психоэмоциональные стрессовые ситуации (острые и хронические);
- невротические состояния;
- истерия (устаревшее).
- наследственные аномалии нервно-мышечного аппарата пищевода;
- хронический алкоголизм;
- возрастные изменения.

Вторичные дискинезии
Могут быть проявлением других заболеванийв частности и болезней пищевода (дивертикулов, эзофагитов, грыжи пищеводного отверстия диафрагмы, новообразований).
Заболевания других органов и систем (сахарный диабет, системная склеродермия, мышечные дистрофии, язвенная болезнь, хронический холецистит, тяжёлые поражения центральной и периферической нервной системы) могут также служить причиной вторичных дискинезий пищевода. Моторику пищевода может изменять и приём некоторых лекарственных препаратов.

## Клинические проявления
В клинической картине дискинезий пищевода различают гипо- и гипермоторные нарушения перистальтики грудного отдела пищевода, а также нарушения деятельности сфинктеров пищевода — верхнего пищеводного и нижнего пищеводного сфинктера.

### Гипомоторная дискинезия пищевода
При гипомоторной дискинезии пищевода около 20 % больных жалоб не предъявляют. У лиц пожилого и старческого возраста, хронических алкоголиков первичные гипомоторные нарушения пищевода сопровождаются недостаточностью кардии и вызывают развитие рефлюкс-эзофагита.
Клиническая картина гипомоторных нарушений пищевода состоит из следующих проявлений:
- дисфагии;
- срыгивания;
- чувства тяжести в эпигастрии после еды;
- аспирации содержимого пищевода (желудка) в дыхательные пути и развития в последующем хронического бронхита и пневмонии;
- эзофагита;
- снижения давления в пищеводе в области нижнего пищеварительного сфинктера.

### Гипермоторная дискинезия пищевода
Симптомы гипермоторной дискинезии пищевода примерно у 10 % больных отсутствует. У остальных больных проявления усиления тонуса и моторики пищевода сопровождаются дисфагией (затруднением глотания). Она может провоцироваться приёмом слишком горячей или слишком холодной пищи, острыми специями и соусами, курением, алкоголем, психоэмоциональными стрессовыми ситуациями и проявляется:
- загрудинными болями, которые возникают внезапно, бывают достаточно интенсивными, могут иррадиировать в левую руку, лопатку, левую половину грудной клетки (такие боли, естественно, требуют дифференциальной диагностики с ишемической болезнью сердца и инфарктом миокарда);
- ощущением «комка в горле», которое чаще возникает при неврозах и истерии за счёт спазма начальных отделов пищевода;

### Неспецифические двигательные нарушения пищевода
Неспецифические двигательные нарушения пищевода возникают на фоне его сохранённой перистальтики.
Клиническая картина этих нарушений заключается:
- в периодическом появлении болей в области верхней и средней трети грудины различной интенсивности, обычно во время глотания, а не спонтанно. Боли эти непродолжительные, могут пройти самостоятельно или после приёма глотка воды;
- в появлении непропульсивных неперистальтических сокращений пищевода при глотании, наблюдаемых во время рентгенографии.

Дисфагия наблюдается редко.

## Диагностика
- Рентгенологическая диагностика.

Рентгенологический метод даёт целостное представление о пищеводе, позволяет изучить форму органа, положение, тонус мышечной стенки и перистальтику. Наибольшее значение имеет рентгенодиагностика гастроэзофагеального рефлюкса, рефлюкс-эзофагита, грыжи пищеводного отверстия диафрагмы, для этого проводятся полипозиционная рентгеноскопия и рентгенография пищевода.
- Эндоскопический метод.

Для успешной диагностики различных заболеваний при эзофагоскопии следует изучать не только целостность слизистой оболочки, её цвет, подвижность, складчатость, но и функцию пищевода — изменение его стенок в зависимости от дыхания и сокращений сердца, наличие ригидности стенок, не расправляющихся при введении воздуха.
- Эзофагеальная манометрия.

Исследование нижнего пищеводного сфинктера производится путём введения водно-перфузионного катетера. Проводятся измерения общей длины нижнего пищеводного сфинктера, длины его абдоминальной части, среднего уровня базального давления. Регистрируются периоды преходящей релаксации, не связанные с глотанием, оценивается способность сфинктера к расслаблению при глотании.
- Суточный мониторинг pH в нижней трети пищевода.

Суточный внутрипищеводный pH-мониторинг выявляет эпизоды рефлюкса в дистальный отдел пищевода. Регистрируется общее количество рефлюксов, число рефлюксов продолжительностью более 5 мин, продолжительность самого длительного рефлюкса, средняя продолжительность рефлюкса, общее время исследования, в течение которого pH было ниже 4.
- Импедансометрический способ диагностики.

Позволяет определить агрессивность рефлюкса, скорость локального пищеводного клиренса, высоту рефлюкса.

## Список литературы
- Ройтберг Г. Е., Струтынский А. В. Внутренние болезни. Система органов пищеварения: Учебн. пособие / Г. Е. Ройтберг, А. В. Струтынский. — М.: МЕДпресс-информ, 2007. — 560 с. : ил.